# Office Sway
L'Office Sway és un programa de presentació i és part de la família de productes del Microsoft Office. Office Sway es presenta l'agost de 2015 i per utilitzar-lo cal tenir un compte de Microsoft. Sway combina text i molts altres tipus d'objectes o recursos com imatges, vídeos, pàgines web, etc. per crear una presentació interactiva.